# Хинган (река)
Хинга́н — река на Дальнем Востоке России, левый приток Амура.
Берёт начало слиянием Правого и Левого Хингана. Два крупных притока: левый — Большие Сололи и правый — Удурчукан.
В среднем и нижнем течении по реке проходит административная граница Амурской и Еврейской автономной областей.
Длина реки — 59 км, площадь водосборного бассейна — 1230 км².
Впадает в Амур у села Пашково.

## Населённые пункты в бассейне реки
От истока к устью, выделены крупные населённые пункты:
- Хинганск — на реке Левый Хинган, ЕАО. До реки Хинган около 10 км;
- Ударный — на реке Лиственичная, ЕАО. До реки Хинган около 6 км;
- Соловьёвка, ЕАО (л. б.);
- Облучье, ЕАО;
- Ядрино, Амурская область (п. б.);
- Есауловка, Амурская область (п. б.);
- Заречное, ЕАО (п. б.);
- Пашково, вблизи устья, ЕАО (л. б.).